# 綠精靈
在托爾金（J. R. R. Tolkien）的作品裡，綠精靈（Green Elves）即是昆雅語中的萊昆弟（Laiquendi）。他們原來是南多族（Nandor）精靈，他們向西越過伊瑞德隆（Ered Luin）進入貝爾蘭（Beleriand），留居在七河之地歐西瑞安（Ossiriand）。有說他們稱為綠精靈是因為他們的綠色服飾。

## 歷史源流
綠精靈的源流可追溯到奧爾維（Olwë）的帖勒瑞族（Teleri），他們來到安都因河（Anduin），並看到那似乎無法通過的迷霧山脈（Misty Mountains），那是他們的障礙，也使精靈分裂。部分精靈追隨萊恩維（Lenwë）沿安都因河南下，有關他們的事就沒有再在故事內說明，可以肯定的，許多南多族精靈對伊瑞德隆以東和迷霧山脈以西的伊利雅德（Eriador）感到好奇。這些精靈較光之精靈（Calaquendi）及明霓國斯（Menegroth）的辛達族（Sindar）單純。魔苟斯（Morgoth）的魔爪已開始伸到藍山山脈以東，伊利雅德精靈的武器無法抵抗魔苟斯的勢力。伊利雅德精靈從藍山山脈矮人的口中得知強大的埃盧·庭葛（Elu Thingol）領土明霓國斯。萊恩維之子迪耐瑟亦有所聽聞，他召集他的子民穿越伊瑞德隆，埃盧·庭葛承認他們，並以歐西瑞安作為他們的居地。雖然有一些證據證明歐西瑞安的綠精靈有參與對抗魔苟斯的戰事，但他們的確是較單純、和平的精靈。